# Puré

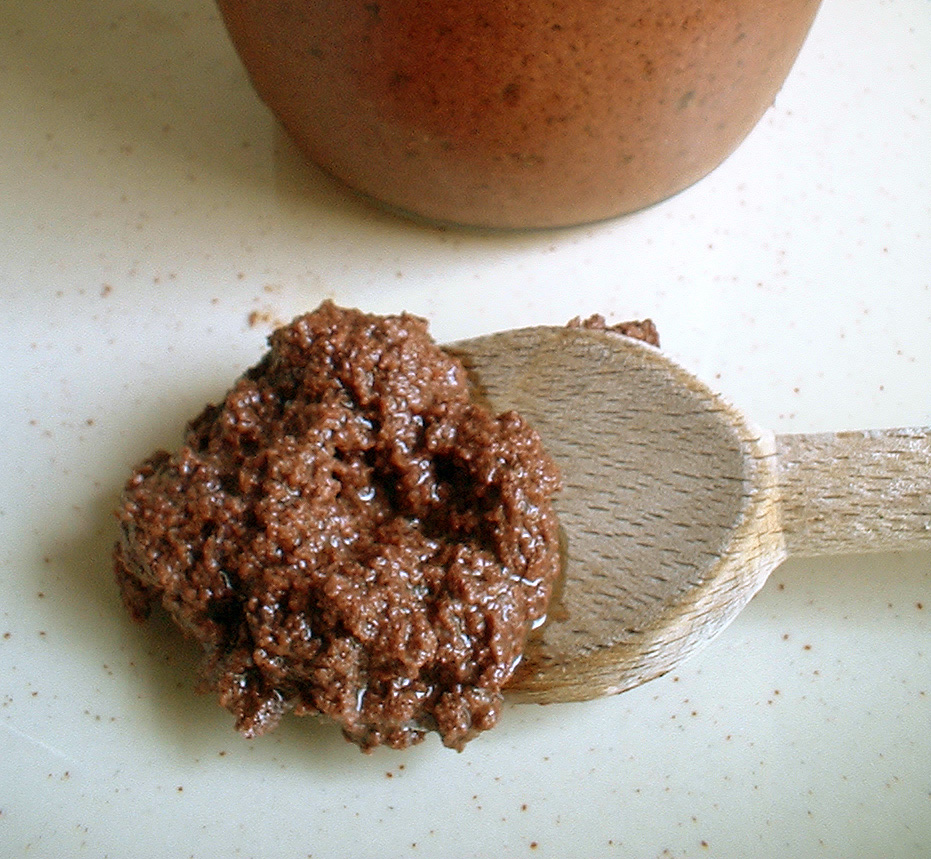
La tapenade es un puré de aceitunas.

El puré (del francés purée (pronunciaciónⓘ que significa purificado o refinado) es una técnica culinaria que consiste en machacar o triturar un alimento cocido, de tal forma que muestre una textura homogénea de pasta. Los alimentos elaborados en forma de puré suelen ser hortalizas o legumbres. Según su consistencia sea más o menos espesa, los purés se consumen como sopa o como guarnición de carnes o pescados.

## Puré de fruta
También se hacen purés de fruta, aunque en este caso la materia prima a veces se usa cruda. Industrialmente son conocidos como cremogenados y son una de las materias primas más utilizadas para la elaboración de zumos, néctares, smoothies, mermeladas, compotas, cremas de frutas, yogures con fruta, helados, etc.

## Ejemplos de purés
Algunos ejemplos de purés conocidos:
- Compota de manzana.
- Ful medames (habas).
- Hummus (garbanzos).
- Purés de legumbres, tales como la sopa de guisantes, sopa de judías, sopa de lentejas.
- Purée Mongole (mezcla de puré de guisantes con puré de tomates, de la marca Campbell).
- Puré de patatas (o papas), puré de batatas
- Pasta de tomate
- Guacamole

Hortalizas que se pueden servir también como purés:
- Arracacha
- Mandioca o Yuca
- Calabaza, calabaza moscada, etc.
- Calabacín
- Colinabo
- Castaña
- Zanahoria